# Lamprochernes minor
Espèce
Lamprochernes minor est une espèce de pseudoscorpions de la famille des Chernetidae.

## Distribution
Cette espèce se rencontre aux États-Unis, au Canada et en Turquie.

## Description
Le mâle holotype mesure 2,18 mm et les femelles de 2,0 à 2,5 mm.

## Publication originale
- Hoff, 1949 : The pseudoscorpions of Illinois. Bulletin of the Illinois Natural History Survey, vol. 24, p. 407-498 (texte intégral).